# Kantongerecht Heerenveen
Het kantongerecht in Heerenveen was tot 1 januari 2014 een gerecht in Nederland. Tot 2013 was het onderdeel van het arrondissement en ressort Leeuwarden. Het laatste jaar van zijn bestaan was het een kantonlocatie van de rechtbank Noord-Nederland.

## Geschiedenis
Het kanton Heerenveen omvatte de gemeenten: Heerenveen, Lemsterland, Ooststellingwerf, Opsterland, Scharsterland, Smallingerland en Weststellingwerf.
Op 17 oktober 1951 moest de Friese veearts S. F. van der Burg zich verdedigen ter zake van een verkeersovertreding. Hij wilde dat in het Fries doen, maar dat werd hem door de kantonrechter mr. Wolthers niet toegestaan. Dit was de aanleiding tot Kneppelfreed.

## Gebouw
Het gebouw uit 1974 van het kantongerecht, aan de Thorbeckestraat in Heerenveen, is door het Rijksvastgoedbedrijf, ter verkoop aangeboden.